# Eddsworld
Eddsworld – brytyjska niezależna seria internetowych animacji, komiksów i gier przeglądarkowych, stworzona w programie Adobe Flash przez Edda Goulda dla serwisu Newgrounds. Seria była rozpowszechnia również na DeviantArt, YouTube, Albino Blacksheep, Tumblr oraz BBC.

## Fabuła
Seria opowiada o przygodach trójki mężczyzn – Edda, Toma i Matta, którzy mają takie same imiona jak prawdziwi twórcy, a także wzorowali na nich swoje osobowości. Seria charakteryzuje się wykorzystaniem kalamburów.. 

## Obsada

### Eddsworld (2003–2012)
- Edd Gould – Edd
- Thomas Ridgewell – Tom
- Matt Hargreaves – Matt
- Tord Larsson – Tord
- Chris O’Neill – Eduardo
- Eddie Bowley – Jon
- Ben Rudman – Mark
- Christopher Bingham – The Evil Director
- Paul ter Voorde – Paul
- Josh Tomar – Zanta Claws, Santa Claus

### Eddsworld: Legacy (2012–2016)
- Tim Hautekiet – Edd
- Thomas Ridgewell – Tom
- Matt Hargreaves – Matt
- Jamie Spicer-Lewis – Tord
- Brock Baker – Eduardo
- Eddie Bowley – Jon
- Ben Rudman – Mark
- Paul ter Voorde – Paul
- Josh Tomar – Zanta Claws, Santa Claus
- Vicky Gould – Ell
- Chloe Dungate – Tamara
- Alice Ann Stacey – Matilda

### Eddsworld Beyond (od 2020)
- George Gould – Edd
- Ed Templer – Tom
- Matt Hargreaves – Matt
- Brock Baker – Eduardo
- Ben Rudman – Mark
- Rachel Kiki – Tamara
- Jennifer Bingham – Matilda